# Potiphar
Cet article possède un paronyme, voir Poutifard.
Potiphar, également écrit Putiphar (de l'égyptien ancien Paheteprê pȝ-ḥtp rˁ : l'offrande de Rê, le dieu du soleil, qu'on adorait surtout à Héliopolis), est un personnage du Livre de la Genèse.

## Bible hébraïque
Dans le Livre de la Genèse, Potiphar est un officier du pharaon qui achète comme esclave Joseph, fils de Jacob, à qui il accordera toute sa confiance.
La femme de Potiphar s'éprend de Joseph, qui refuse ses avances ; après quoi, elle l'accuse d'avoir voulu la violer et le fait jeter en prison.
Potiphar porte les titres de :
- Officier de Pharaon, littéralement : eunuque (saris). Il est probable que ce terme, employé encore dans la suite pour désigner le chef des échansons et le chef des panetiers, avait perdu dans l'usage son sens primitif et était devenu synonyme d'officier de la cour.

- Chef des gardes ; proprement chef des exécuteurs, de ceux qui étaient chargés d'exécuter toutes les sentences du roi et des tribunaux. On l'appellerait en langage moderne : ministre de la justice et de la police. Comme tel, il avait la surveillance de la prison d'État. Dans les inscriptions égyptiennes, un dignitaire semblable est appelé : « les deux yeux du roi de la Haute-Égypte, les deux oreilles du roi de la Basse-Égypte ». Depuis les temps les plus reculés, la police était très bien organisée en Égypte et comptait un grand nombre de fonctionnaires de tous les degrés.

## Tradition juive
La femme de Potiphar ne porte pas de nom dans la Bible ni dans la tradition chrétienne, mais un midrash médiéval intitulé le Sefer ha-Yashar (Aggada) reprend des récits traditionnels qui lui attribuent le nom de Zouleïkha.

## Coran
Dans le Coran, Potiphar est implicitement mentionné par le qualificatif arabe « العزيز », littéralement « Al-Aziz » — probablement son titre ou sa fonction dans le gouvernement du roi d'Égypte de l'époque. Le mot « Al-Aziz » signifie, en arabe « l'aimé », « le très cher », plus rarement le « fort ». Cela semble traduire le fait que Potiphar occupait une place importante dans le gouvernement du roi d'Égypte. Quant à sa femme, elle y est aussi implicitement mentionnée par le qualificatif « امرأت العزيز » — littéralement « épouse ou femme d'Al-Aziz ». Cependant, une tradition médiévale l'appelle Zouleïkha.

## Motif folklorique et littéraire de la «femme de Potiphar»  (ou «Potiphar-Motiv»)
La dénonciation calomnieuse de Joseph par la femme de Potiphar qui inverse les rôles en accusant Joseph de la tentative de viol dont elle-même s'est rendue coupable envers lui, a été choisie comme « catégorie-type » par les folkloristes de l'école finno-américaine (Aarne et Thompson), même si le thème apparaît la première fois antérieurement à la Genèse, dans le Conte des deux frères, texte égyptien du XIIIe siècle av. J.-C.. À l'époque ancienne, on trouve ce thème dans la mythologie grecque (Sthénébée/Bellérophon ; Phèdre/Hippolyte ; marâtre/Myènos ; Philonomè/Ténès), dans le roman grec (Démaeneté/Cnémon chez Héliodore) et dans l'hagiographie (la matrone Mélanthia calomniant l' « abbé Eugène » qui est en réalité Eugénie dans la Vie de sainte Eugénie BHL 2667).

## Dans l'art
Joseph et la femme de Putiphar est un sujet souvent traité par les artistes.

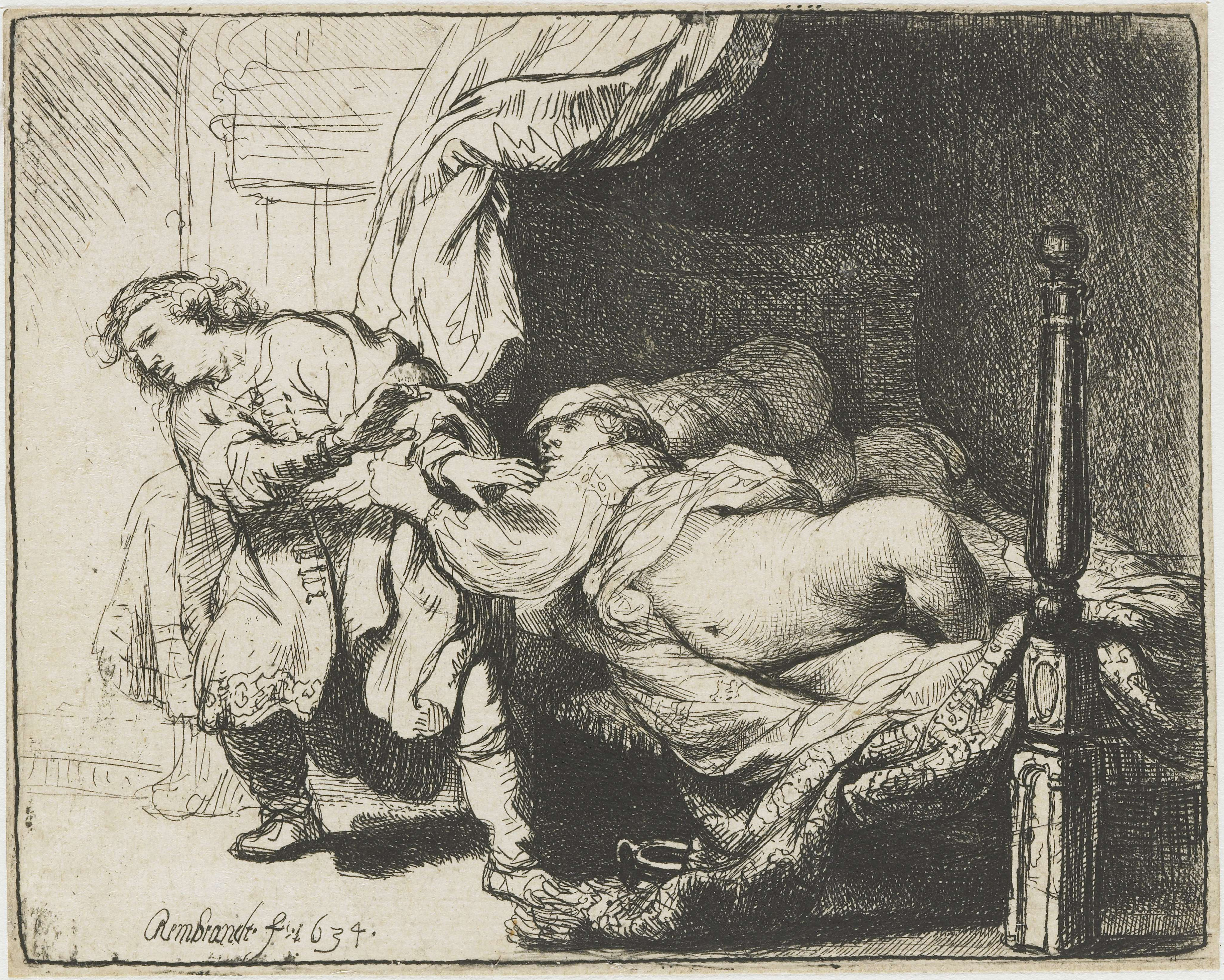
Joseph et la femme de Putipharde Rembrandt.
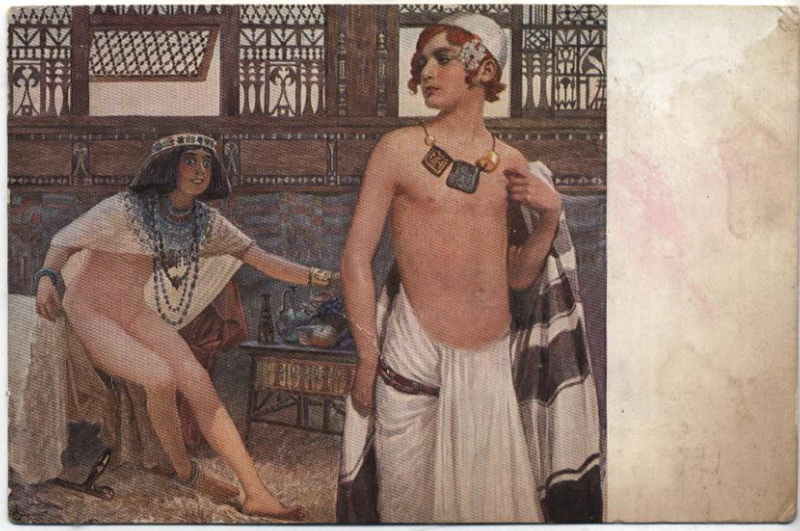
Joseph et la femme de Putiphar,de Sergueï Solomko.
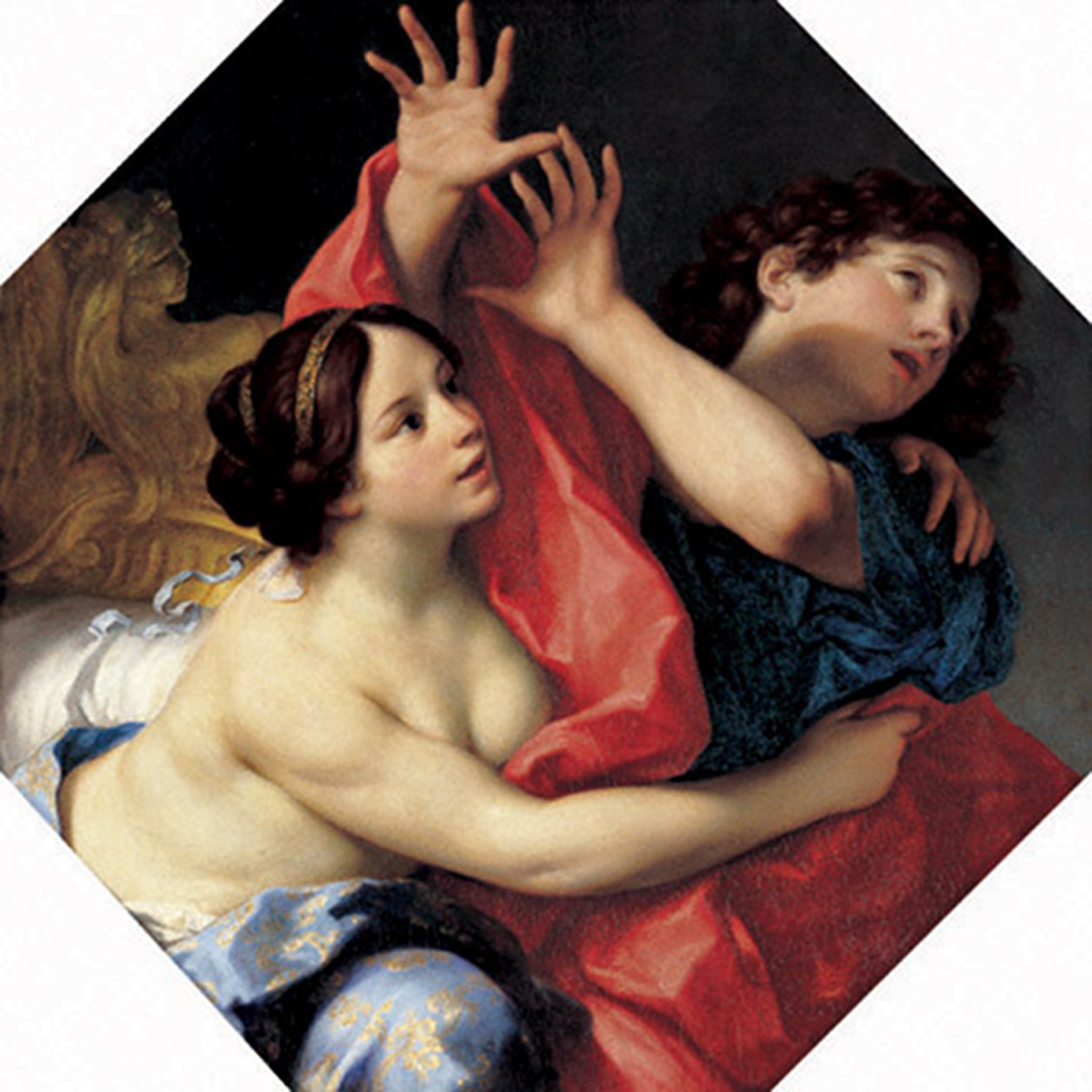
Joseph et la femme de Putiphar,de Carlo Cignani.
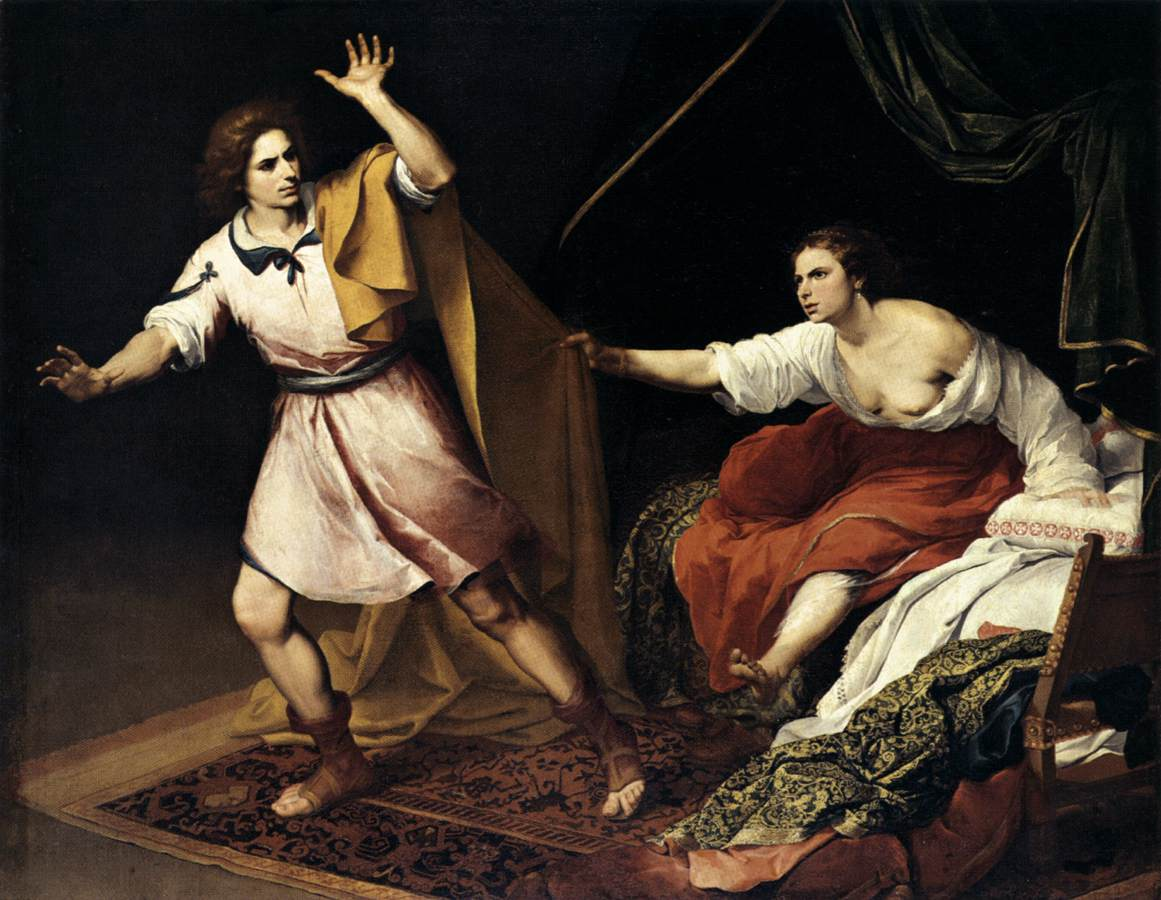
Joseph et la femme de Putiphar,de Bartolomé Esteban Murillo.
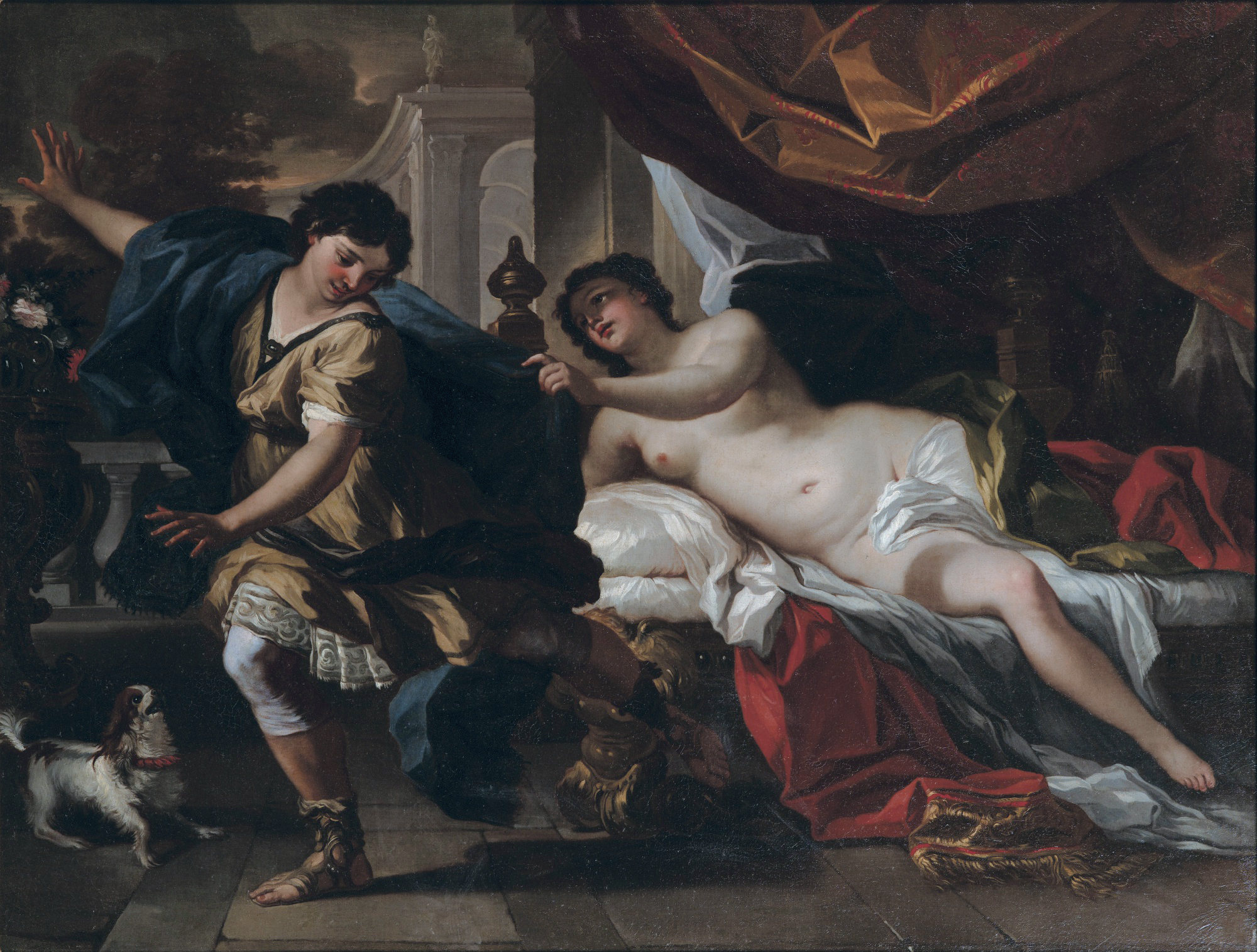
Joseph et la femme de Putiphar,de Francesco Solimena.